# Riccardo Magrini
Riccardo Magrini (né le 26 décembre 1954 à Montecatini Terme, dans la province de Pistoia, en Toscane) est un coureur cycliste et dirigeant d'équipe cycliste italien.

## Biographie
Coureur professionnel de 1977 à 1986, Riccardo Magrini a été vainqueur d'étape du Tour d'Italie et du Tour de France 1983. Il a ensuite été directeur sportif au sein d'équipes professionnelles en 1987 et 1988, puis de 2002 à 2004.

## Palmarès

### Palmarès amateur
- 1975
  - Trophée Matteotti amateurs
  - Trofeo Martiri Trentini

### Palmarès professionnel
- 1978
  - 3e du Tour du Piémont

- 1982
  - Tour de la province de Reggio de Calabre

- 1983
  - 9e étape du Tour d'Italie
  - 7e étape du Tour de France
  - 3e du Tour de Toscane

## Résultats sur les grands tours

### Tour de France
2 participations
- 1979 : abandon (12e étape)
- 1983 : abandon (10e étape), vainqueur de la 7e étape

### Tour d'Italie
9 participations
- 1977 : 94e
- 1978 : abandon (15e étape)
- 1980 : abandon (7e étape)
- 1981 : 30e
- 1982 : abandon (21e étape)
- 1983 : 71e, vainqueur de la 9e étape
- 1984 : 103e
- 1985 : non-partant (10e étape)
- 1986 : abandon (19e étape)